# Anna Demidova
Pour les articles homonymes, voir Demidova.
Anna Stepanovna Demidova (en russe : Анна Степановна Демидова), née le 14 janvier 1878 à Tcherepovets dans l'oblast de Vologda et morte le 17 juillet 1918 à Iekaterinbourg est une femme de chambre de l'impératrice Alexandra Fiodorovna. Elle était surnommée Niouta. Elle fut assassinée avec les membres de la famille impériale dans l'entresol de la maison Ipatiev.

## Biographie
Issue d'une famille de la petite bourgeoisie russe, Anna Stepanovna Demidova naquit à Tcherepovets.

### Jeunesse
Son père, Stepan Alexandrovitch Demidov, commerçant aisé de la ville de Tcherepovets était membre du conseil de la ville et membre du Zemski sobor. Anna Demidova avait un frère, N. Demidov, l'un des fondateurs à Tcherepovets d'une association caritative venant en aide aux pauvres, une sœur, Elizaveta Stepanovna Demidova.
Anna Demidova passait pour être une jeune femme blonde, grande et sculpturale.
Elle sortit diplômée de l'institut Iaroslav pour gens de maison et obtint à sa sortie un certificat d'enseignante. Elle parlait plusieurs langues étrangères et jouait du piano.

### Service à la Cour impériale de Russie
Niouta était amie d'Elizaveta Ersberg, femme de chambre à la Cour impériale. L'impératrice Alexandra Fiodorovna remarqua les travaux manuels de Niouta lors d'une exposition au monastère Leouchinsky à Iaroslav et la fit engager au service de la famille impériale en 1901. Pendant son service à la Cour, elle se serait éprise du Britannique Charles Sidney Gibbes (1876-1963), alors professeur d'anglais des grandes-duchesses, puis, à partir de 1913, précepteur du tsarévitch Alexis, cependant aucune source sérieuse n'existe à ce jour à propos de cette idylle.
Anna Demidova et sa famille furent anoblis pendant sa carrière à la Cour.

### L'exil

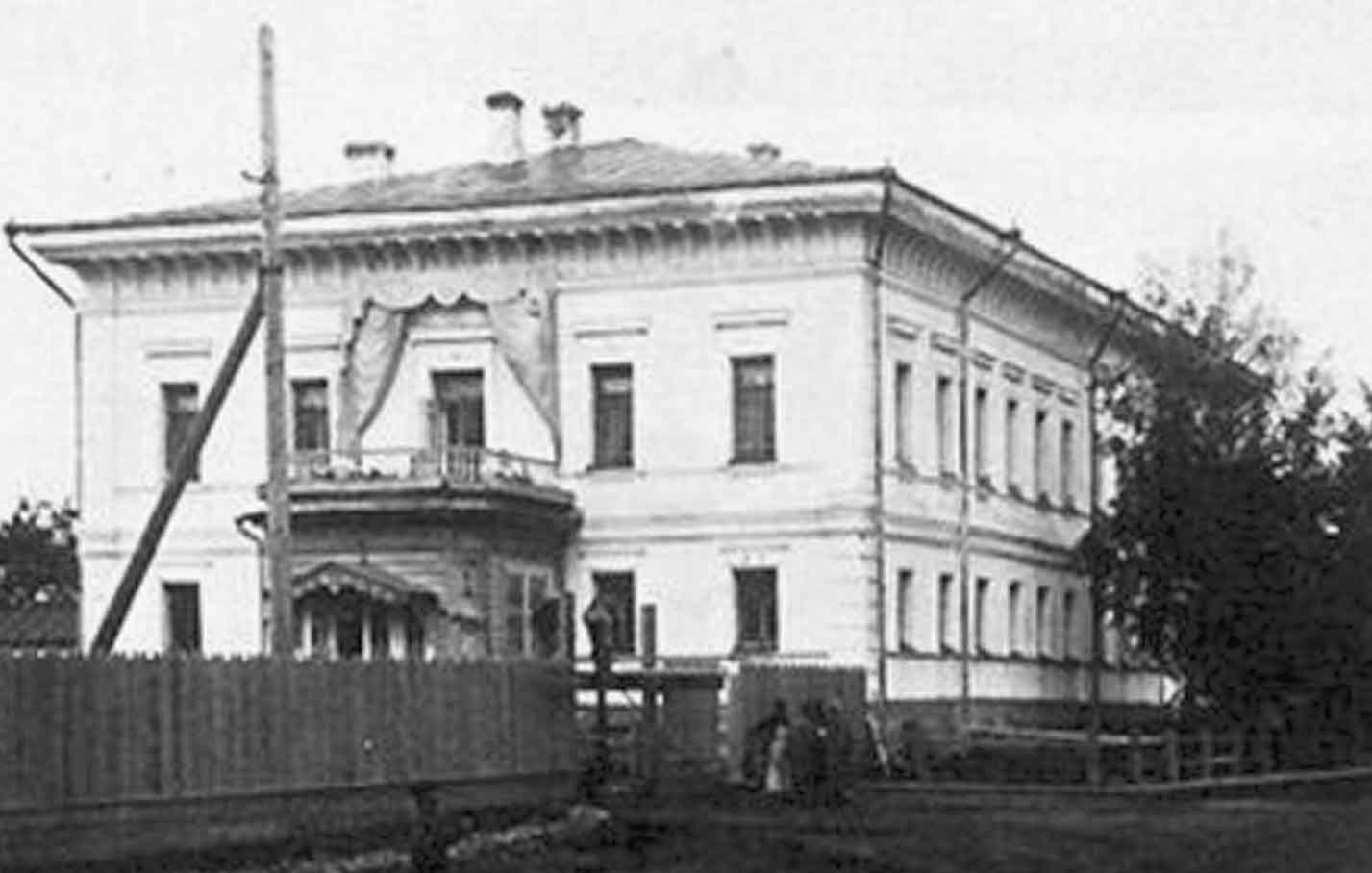
La maison du gouverneur à Tobolsk où la famille impériale fut retenue prisonnière entre août 1917 et avril 1918.

Après l'abdication de Nicolas II, Anna Demidova continua à servir la famille impériale à Tsarkoïe Selo et elle accompagna la famille impériale dans son exil à Tobolsk. Elle la suivit encore le 17 avril 1918, à Ekaterinbourg. Elle confia un jour à Charles Sidney Gibbes : « J'ai tellement peur des Bolcheviks, je ne sais pas ce qu'ils vont faire de nous ».

### Décès
Dans la nuit du 16 juillet au 17 juillet 1918, Anna Demidova fut réveillée, comme les autres personnes détenues dans la villa Ipatiev, et reçut l'ordre de s'habiller. Niouta portait deux oreillers dans lesquels des bijoux avaient été dissimulés. Après la première salve de coups de feu tirée, Anna Demidova, blessée, perdit connaissance. Revenue à elle, elle s'exclama : « Dieu merci ! Dieu m'a sauvée! » Ayant entendu sa voix, les assassins se tournèrent vers elle. Elle cria, elle pleura, elle tenta de se défendre, mais fut finalement poignardée à mort par des baïonnettes.

## Inhumation
Quatre-vingts ans plus tard, la petite-nièce d'Anna Stepanovna Demidova, Natalia Demidova assista aux funérailles de sa grand-tante et de la famille impériale en la cathédrale Saint-Pierre-et-Paul à Saint-Pétersbourg.

## Canonisation
Anna Demidova fut canonisée en 1981, comme nouvelle martyre, par l'Église orthodoxe à l'étranger. En 2000 après bien des débats, l'Église orthodoxe russe la déclara martyre de l'oppression de l'Union soviétique. 

## Réhabilitation des victimes de la Maison Ipatiev
Le procureur général de Russie réhabilita Anna Stepanovna Demidova à titre posthume, le 8 juin 2009. « Toutes ces personnes ont été victimes de la répression sous la forme d'arrestation, de déportation et soumises à une surveillance des organes du Guépéou sans raisons », - déclara le représentant de la Justice de la fédération de Russie

## Les victimes de la Maison Ipatiev

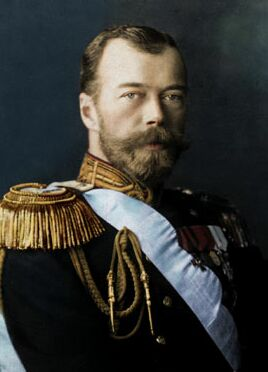
Nicolas II
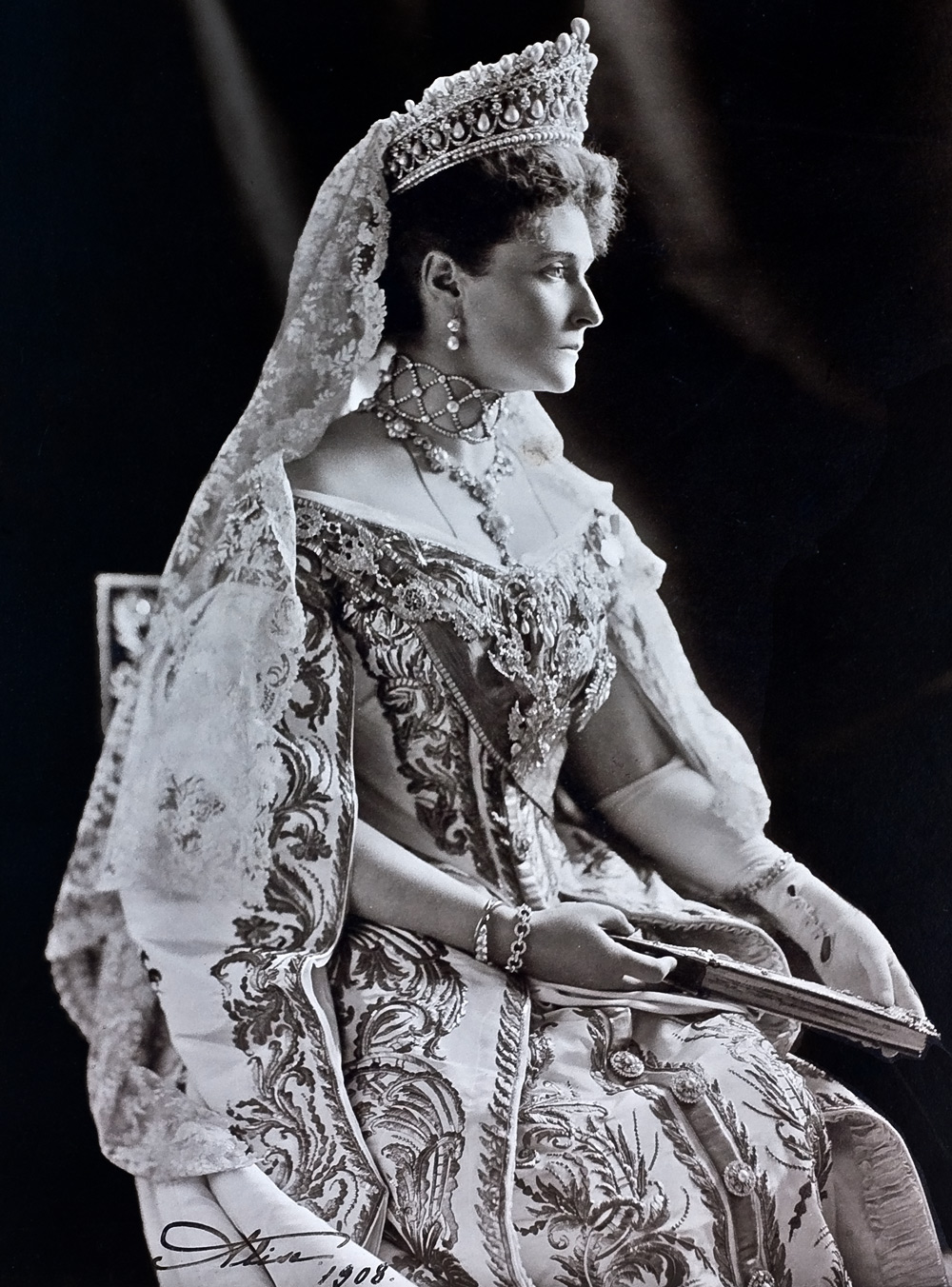
L'impératrice Alexandra
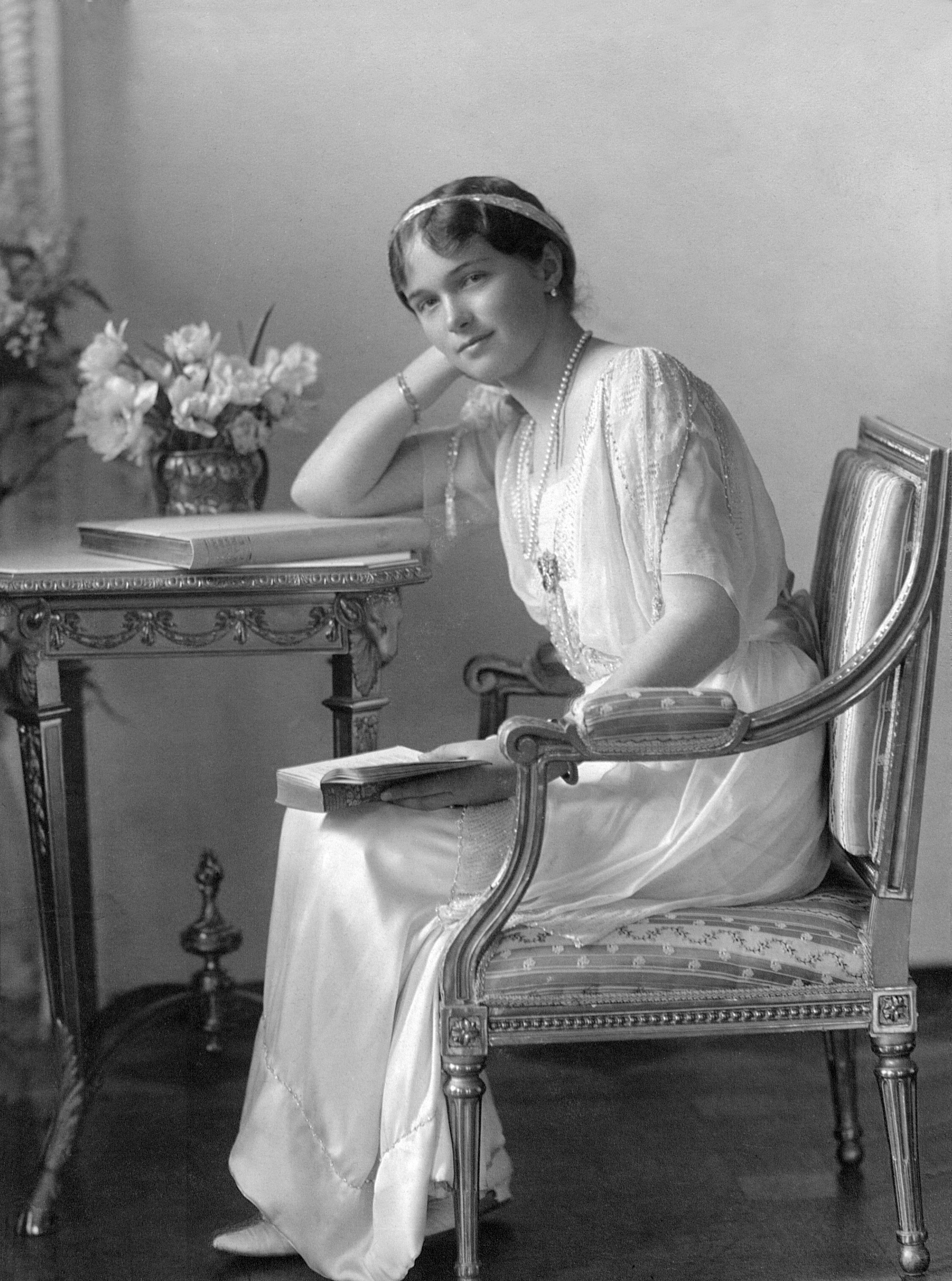
La grande-duchesse Olga
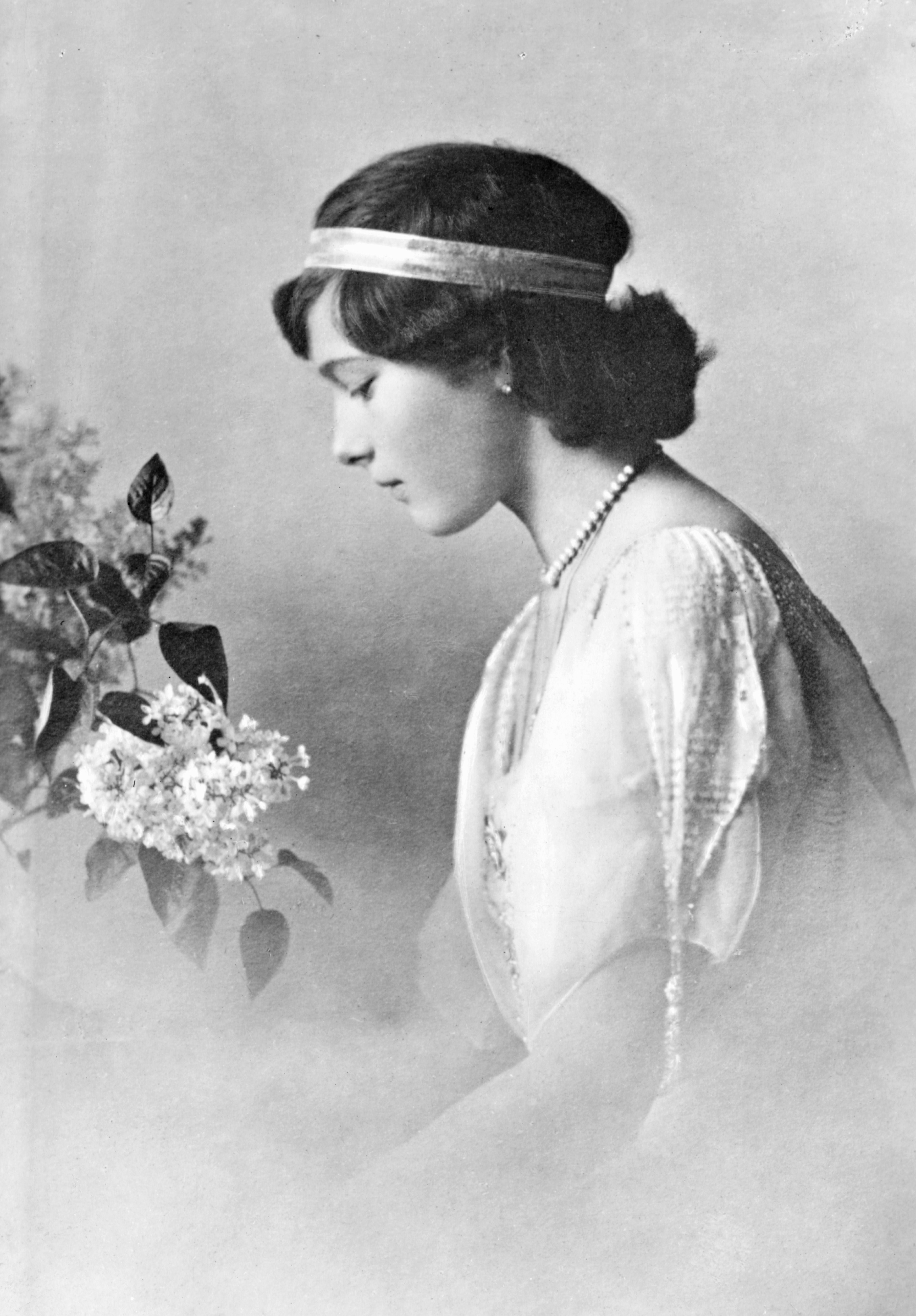
La grande-duchesse Tatiana
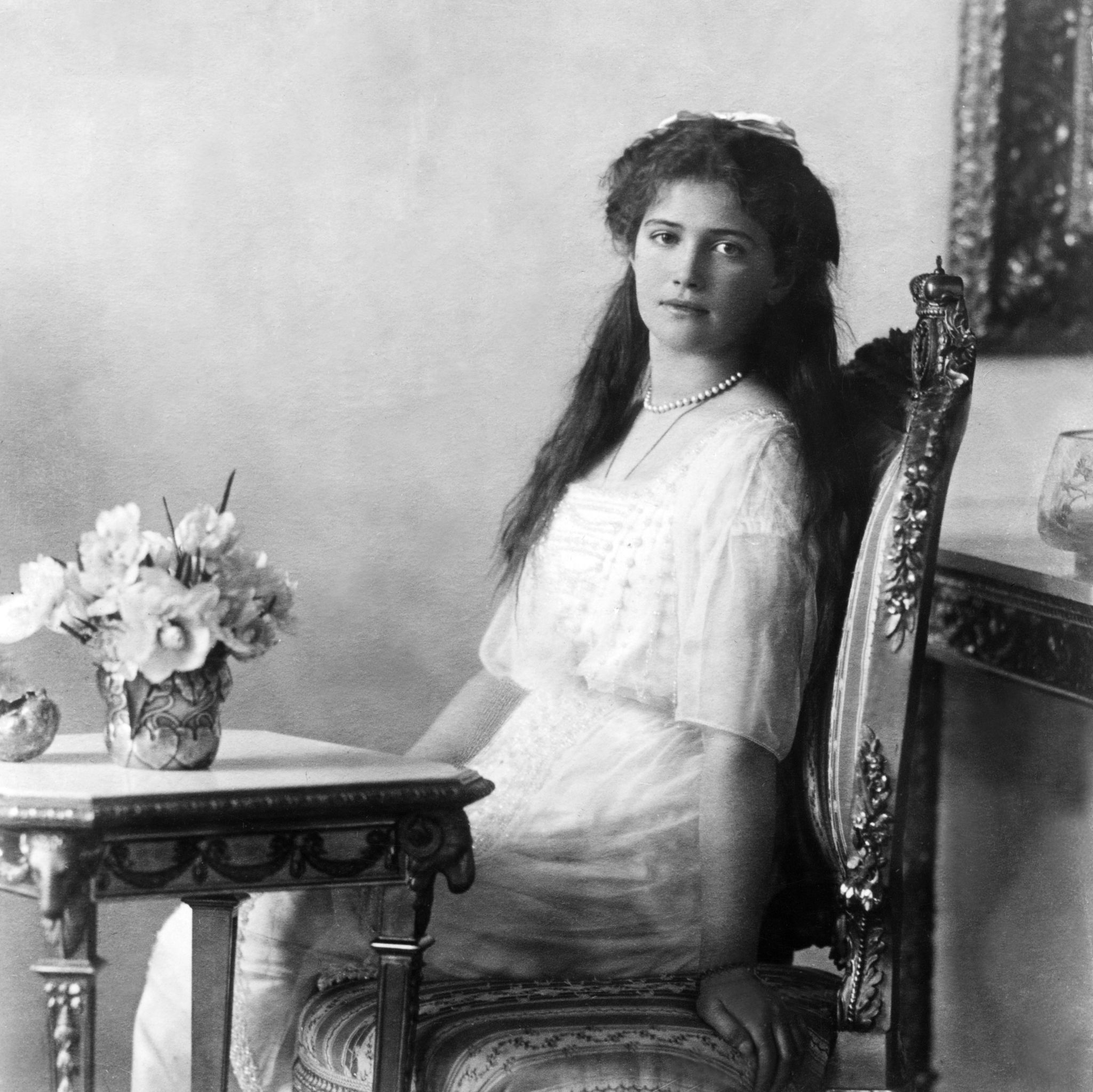
La grande-duchesse Maria
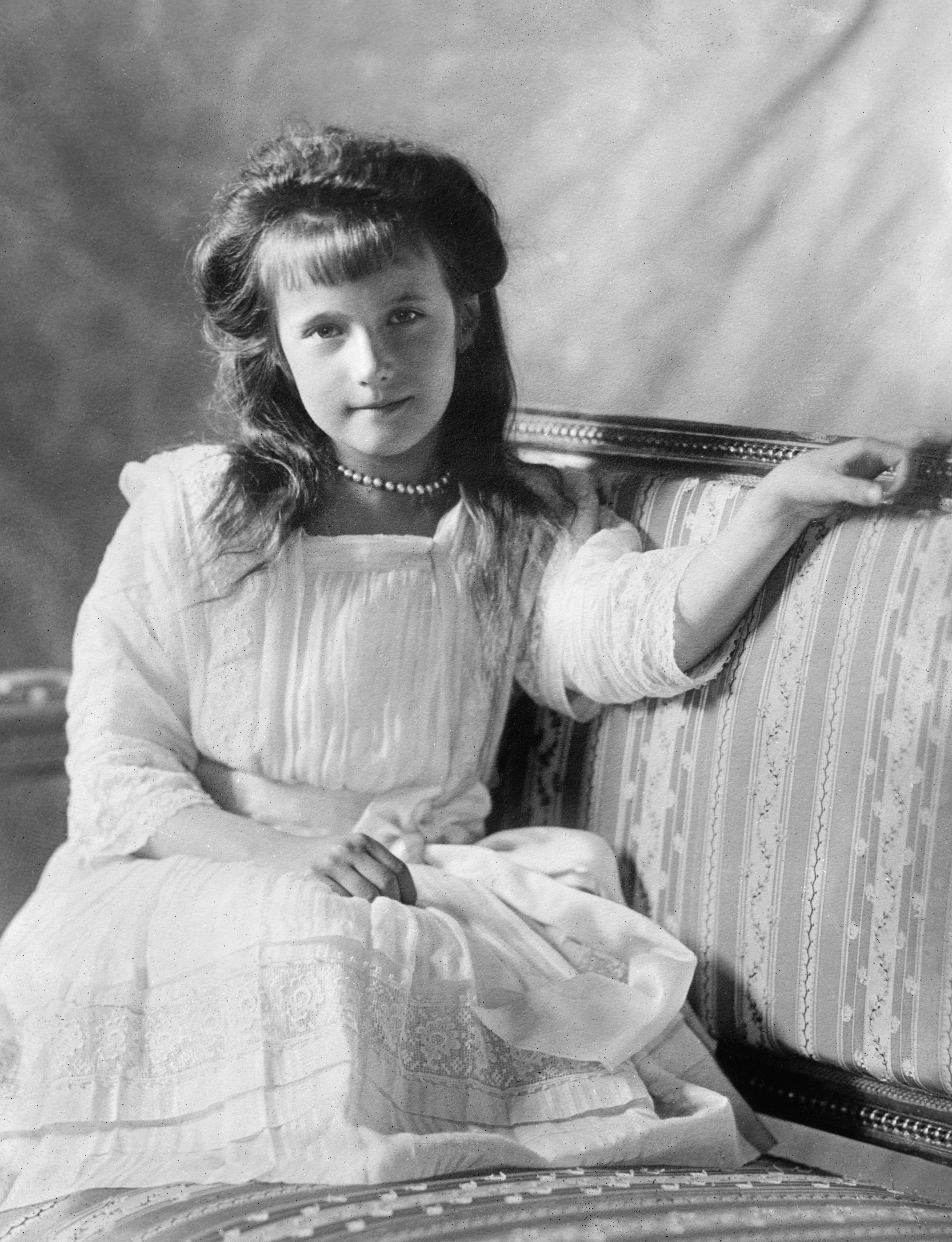
La grande-duchesse Anastasia
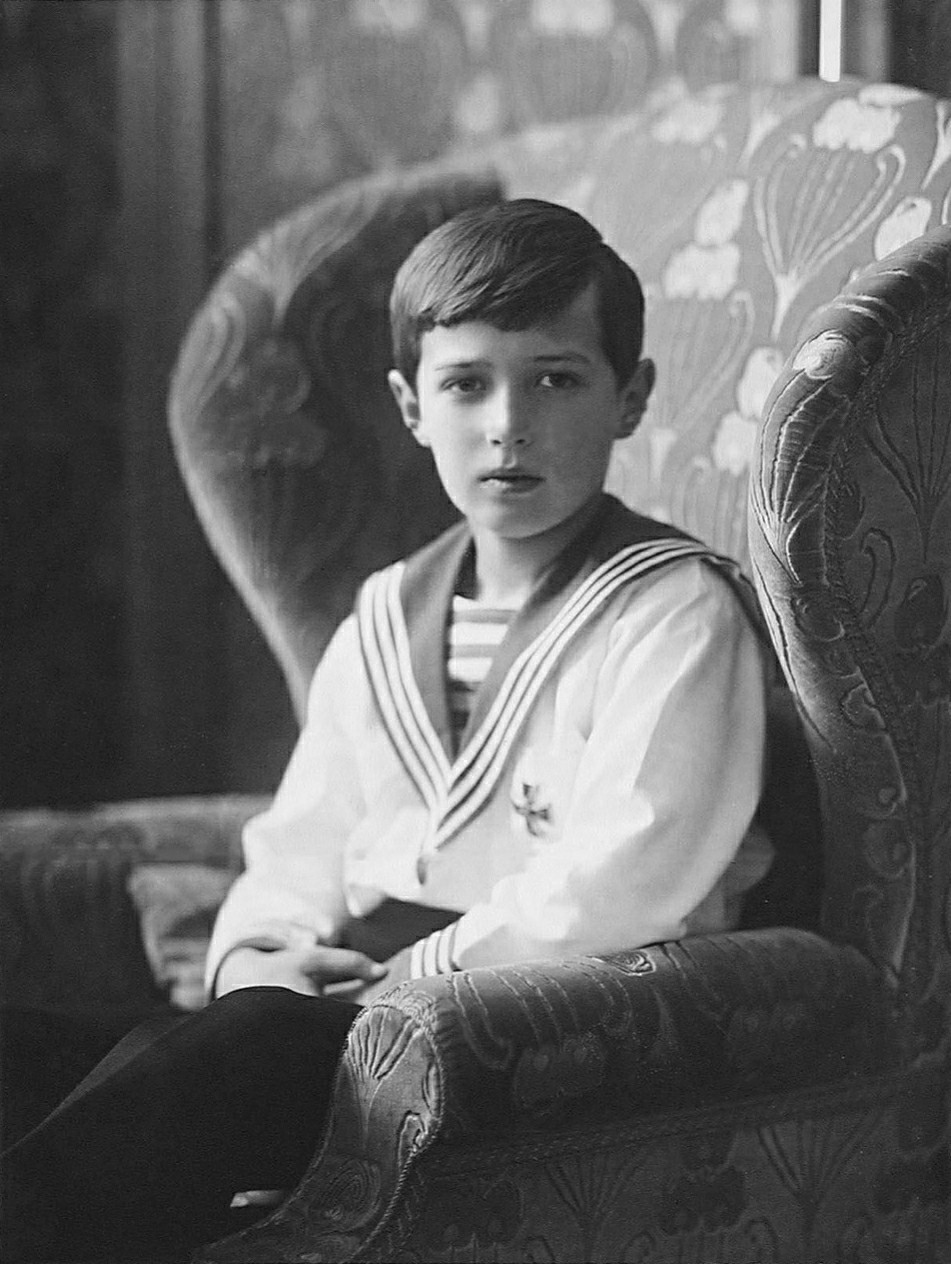
Le tsarévitch Alexis
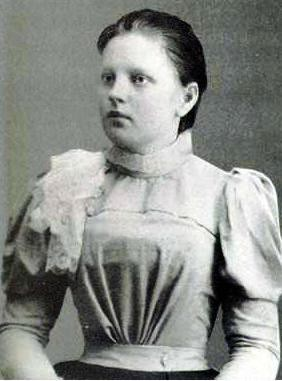
Anna Stepanovna Demidova
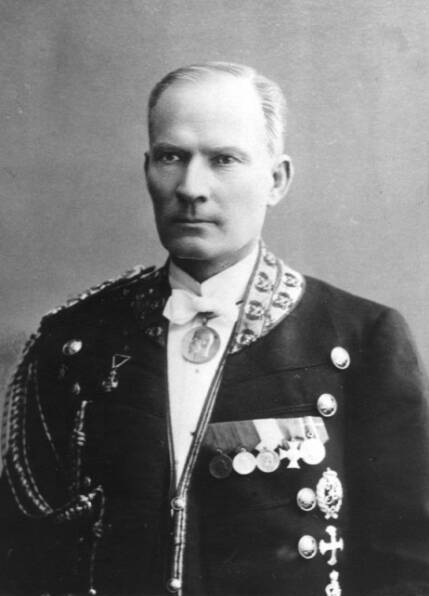
Alexeï Egorovitch Trupp
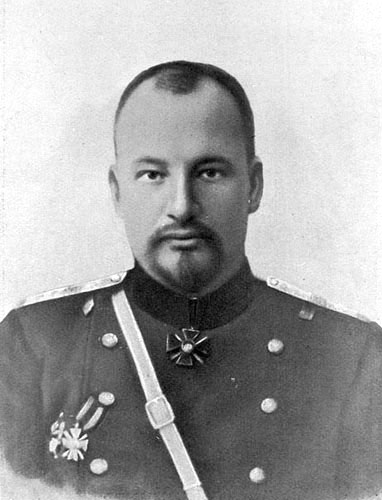
Le docteur Botkine
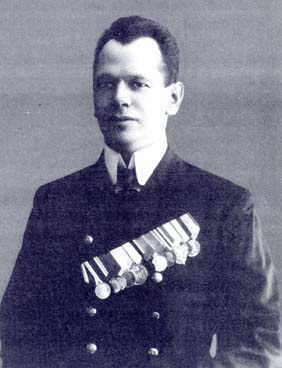
Le cuisinier Ivan Mikhaïlovitch Kharitonov

## Reconstitution de l'apparence des détenteurs de crânes
Le 19 août 1993, une enquête fut diligentée par le procureur général de la Russie, le criminologue Sergueï Sergueïevitch Nikitine reconstitua l'apparence des détenteurs de crânes trouvés dans le puits de mine situé près du village de Koptiaki selon la méthode de l'anthropologue Mikhaïl Mikhaïlovitch Guerassimov (1907-1970).

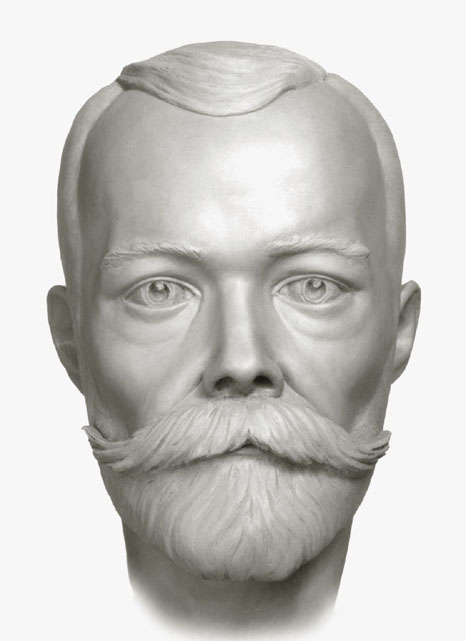
Nikolaï II de Russie
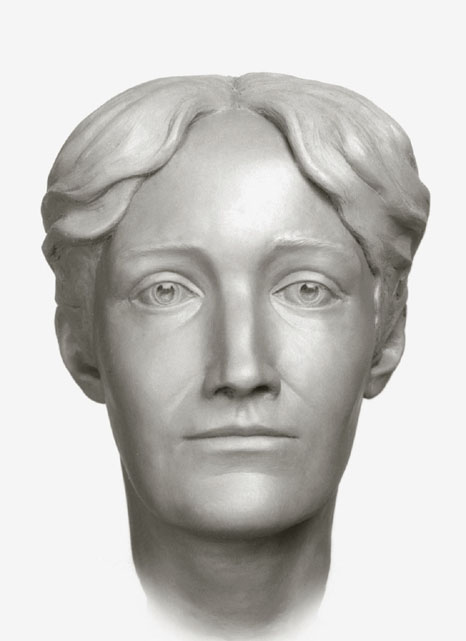
Aleksandra Fiodorovna
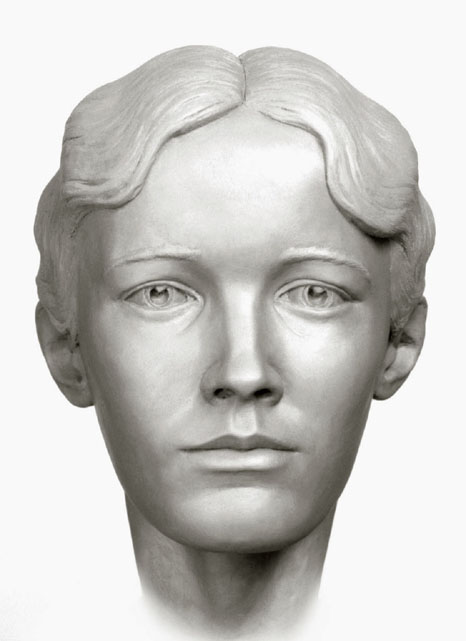
Olga Nikolaïevna de Russie
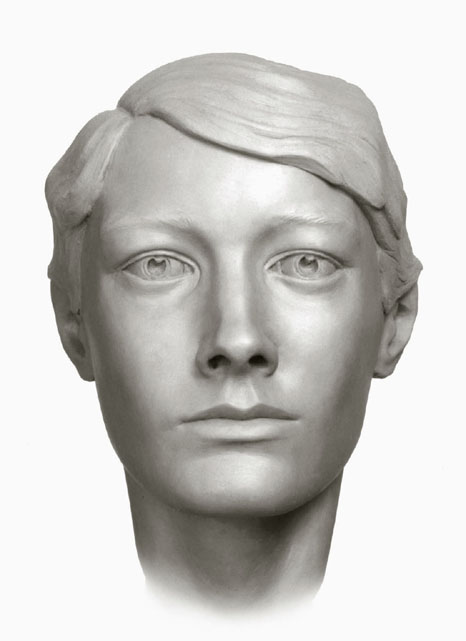
Tatiana Nikolaïevna de Russie
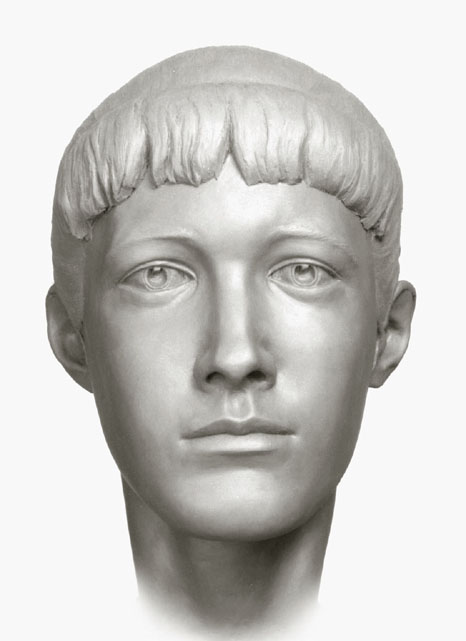
Anastasia Nikolaïevna de Russie
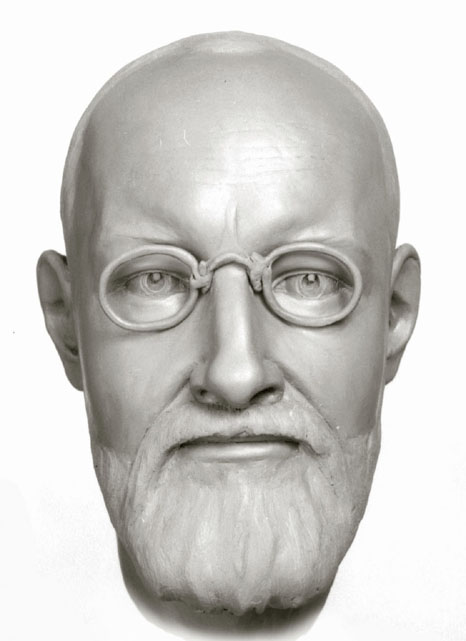
Evgeny Sergueïevitch Botkine
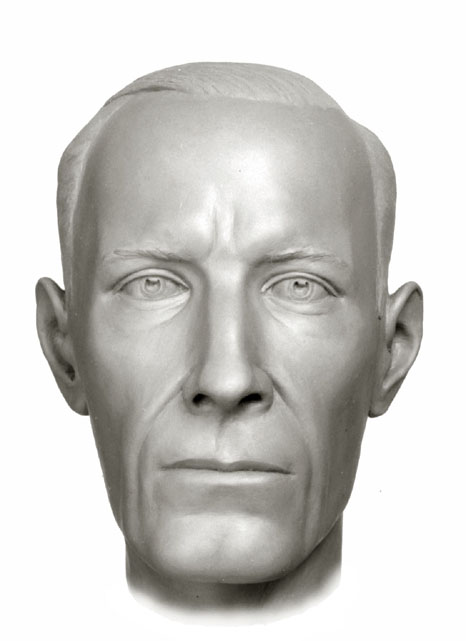
Alexeï Egorovitch Trupp
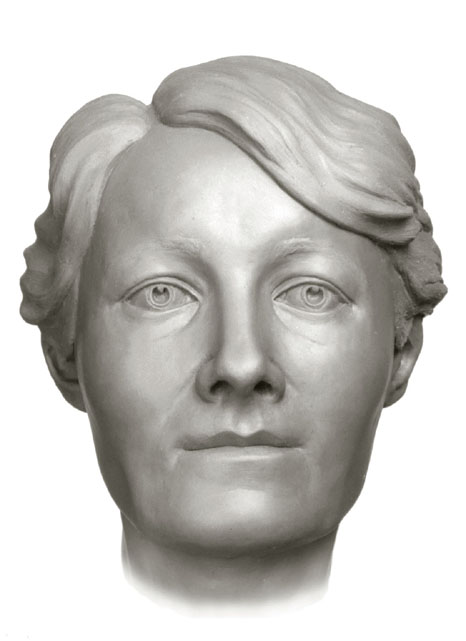
Anna Stepanovna Demidova

## Sources
- (ru) Cet article est partiellement ou en totalité issu de l’article de Wikipédia en russe intitulé « Демидова, Анна Степановна » (voir la liste des auteurs).

- (en) Cet article est partiellement ou en totalité issu de l’article de Wikipédia en anglais intitulé « Anna Demidova » (voir la liste des auteurs).